# 一発逆転!!げんてんクイズ
『一発逆転!!げんてんクイズ』（いっぱつぎゃくてん げんてんクイズ）は、1981年10月10日から1982年2月27日まで日本テレビ系列局（クロスネット局も含む）で放送されていた読売テレビ製作のクイズ番組である。放送時間は毎週土曜 19:00 - 19:30 （日本標準時）。

## 概要
解答がいくつもあるクイズを出題。正解なら解答者に点数が入るのは他のクイズ番組と変わらないが、「げんてん教授」として登場するゲストが書いた答えと同じものを書いていた場合、正解なのに減点されるというルールがあった。

## 出演者

### 司会
- 押阪忍 - 前期司会。
- 板東英二 - 後期司会。

### レギュラー
- 水野晴郎 - 「げんてん博士」としてレギュラー出演。
- 桂べかこ - 前期には赤チームキャプテンとして、後期には解答者として出演。
- 三笑亭夢丸 - 前期には緑チームキャプテンとして、後期には解答者として出演。

## ルール
2チームによる4対4対戦でクイズは全部で4問。全て「○○をひとつ挙げてください」という形の、正解が複数あるクイズが出題され、2チーム8名と全員とゲストの「げんてん教授」は、制限時間15秒以内にフリップに答えを書く（答えは解答席背後のモニターに映る）。1人ずつ答え合わせをしていき、テーマに沿っている解答であれば正解で5点獲得。テーマに沿っていなかった（不正解）・15秒以内に答えを書けなかった（時間切れ）は、5点減点。さらにテーマに沿っていても、「げんてん教授」が書いた答えと一致していた場合には5点減点となる。
3問目までの3問中1問は「ラッキークイズ」となり、その問題で獲得した点数が多かったチームには賞品が贈られた。両チーム同点の場合、賞品は視聴者プレゼントにされた。
最終問題は「逆転クイズ」で、当初は30秒の制限時間内にチーム内相談ありでいくつ答えを書いてもよい形式であったが、後に3問目までと同じ形式に変わった。「逆転クイズ」は得点が倍になり、正解なら10点獲得、不正解なら10点減点となる。4問の合計得点の高いチームが優勝となり、ハワイ旅行チャレンジクイズに挑戦できた。同点だった場合には、グー・チョキ・パーの描かれた3枚のカードを両チームのキャプテンが1枚ずつ選択し、アシスタントの女性が持つ残り1枚のカードに勝てば優勝となった。
海外旅行チャレンジクイズも、正解が複数ある問題を1問出され、勝利・敗者チーム8名のみが答えた（げんてん教授は答えない）。勝利チームは、問題に合致かつ敗者チームの4人の答えのいずれにも一致しない答えを書いた人数分だけハワイ旅行獲得となった。ただし、勝利チーム4人全員が失敗した場合には敗者チームの4人全員にハワイ旅行が贈られるという、最後の最後で番組タイトルが示すとおりの「一発逆転!!」となる演出があった。

### 後期の追加ルール
1982年1月9日放送分から芸能人対抗形式にして以下のとおりになった。
- 1コーナーは「減点・一発」で1対1の対抗戦（相手が何を記述したのかを口答。最低-4点）。
- 2コーナーは3回コールした答えが相手チームとかぶると減点になる「減点ショット」（各チーム2問ずつ行う。最低-8点）。
- 3コーナーは1問多答の問題に、全員で山手線ゲーム形式で答えまくる「ワードラリー4to4」（答えに詰まったり、同じ言葉を2度言ったりなどで敗退となり、-3点）。
- チャレンジクイズは形式は不変。賞品は週替わりのお土産になった。

3コーナーのクイズ番組初の「マイナスポイント」（最低-15点）を競う形式に変わり、解答者は桂べかこ、三笑亭夢丸が解答席に回り、岡田眞澄、大屋政子、井上望などが出場した。
| 日本テレビ系列 土曜19:00枠                          | 日本テレビ系列 土曜19:00枠                                                   | 日本テレビ系列 土曜19:00枠                                                        |
| 前番組                                              | 番組名                                                                       | 次番組                                                                            |
| --------------------------------------------------- | ---------------------------------------------------------------------------- | --------------------------------------------------------------------------------- |
| 世界ウルトラショー （1981年5月2日 - 1981年9月19日） | げんてんクイズ ↓ 一発逆転!!げんてんクイズ （1981年10月10日 - 1982年2月27日） | 三枝の恋ピューター （1982年3月6日 - 1982年9月18日） 【月曜22:00枠から移動・改題】 |